# سایه‌های تاریک (قسمت آزمایشی ۲۰۰۴)
سایه‌های تاریک (انگلیسی: Dark Shadows) یک قسمت آزمایشی یک ساعته از بازسازی مجموعه تلویزیونی سایه‌های تاریک است.